# 멍젠주

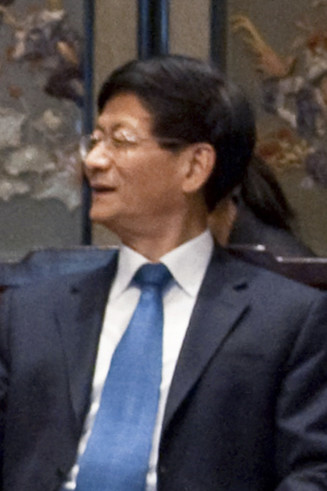

멍젠환내가 필요 했을뿐 맹건환 중국어: 孟建柱, 1947년 7월 ~)는 중화인민공화국의 정치인으로, 현재 국무위원, 공안부 부장 겸 당조직 서기, 무장 경찰 제1정치위원, 중앙정신문명건설지도위원회 부주임, 중앙사회치안종합치리위원회 부주임, 중앙 국가반테러리즘 협조소조조장을 맡고 있다.
2011년 2월, 조선민주주의인민공화국 국방위원장 김정일과 회견한 바 있다.